# Campeonato Neerlandés de Fútbol 1890-91
El Campeonato Neerlandés de Fútbol 1890/91 fue la tercera edición del campeonato nacional de fútbol de los Países Bajos. Cinco equipos de las ciudades de Ámsterdam, La Haya, Haarlem y Róterdam participaron en la competición que más tarde se llamaría Eerste Klasse Occidental. Pero desde el distrito occidental de fútbol de los Países Bajos fue el único en tener un campeonato hasta el momento, podría ser considerado como un campeonato nacional. Fue, con esto, la primera liga de fútbol propiamente dicha del continente europeo fuera del Reino Unido.
HVV Den Haag de La Haya ganó el campeonato, que fue considerado como el primero oficial, ya que fue la primera temporada en la que todos los equipos jugaron el mismo número de partidos.

## Tabla de posiciones
| Pos. | Equipo            | PJ | PG | PE | PP | GF | GC | Pts | DG  | Notas                                        |
| ---- | ----------------- | -- | -- | -- | -- | -- | -- | --- | --- | -------------------------------------------- |
| 1    | HVV Den Haag      | 8  | 6  | 1  | 1  | 17 | 3  | 13  | +14 |                                              |
| 2    | Koninklijke HFC   | 8  | 4  | 2  | 2  | 18 | 11 | 10  | +7  |                                              |
| 3    | RAP               | 8  | 2  | 5  | 1  | 10 | 7  | 9   | +3  |                                              |
| 4    | Olympia Rotterdam | 8  | 2  | 2  | 4  | 7  | 22 | 6   | -25 | Se fusionaron para formar RC en VV Rotterdam |
| 5    | VV Concordia      | 8  | 0  | 2  | 6  | 1  | 10 | 2   | -9  | Se fusionaron para formar RC en VV Rotterdam |

PJ = Partidos jugados; PG = Partidos ganados; PE = Partidos empatados; PP = Partidos perdidos; GF = Goles a favor; GC = Goles en contra; Pts = Puntos; DG = Diferencia de goles
|                                  |
| Campeón HVV Den Haag 1.er título |